# Antillophos liui
Antillophos liui is een soort in de klasse van de Gastropoda (Slakken).
Het dier komt uit het geslacht Antillophos en behoort tot de familie Buccinidae. Antillophos liui werd in 2014 beschreven door S.-Q. Zhang & S.-P. Zhang.